# Lauharulla
Lauharulla Keyserling, 1883 è un genere di ragni appartenente alla famiglia Salticidae.

## Distribuzione
Le due specie oggi note di questo genere sono diffuse in Australia e nell'isola di Tahiti, entrambe endemismi.

## Tassonomia
A dicembre 2010, si compone di due specie:
- Lauharulla insulana Simon, 1901 — Tahiti
- Lauharulla pretiosa Keyserling, 1883[2] — Nuovo Galles del Sud